# Landtag Reuß jüngerer Linie (1895–1898)
Dieser Artikel behandelt den  Landtag Reuß jüngerer Linie 1895–1898.

## Landtag
Der Landtag Reuß jüngerer Linie wurde in zwei Kurien gewählt. Drei Mandate wurden durch die Höchstbesteuerten (HB) gewählt die anderen in allgemeinen Wahlen (AW) in Ein-Personen-Wahlkreisen bestimmt. Daneben bestand eine Virilstimme für den Inhaber des Reuß-Köstritzer Paragiums (RKP). Die Wahlen fanden am 17. September 1895 statt.
Als Abgeordnete wurden gewählt:
| Name                                  | Partei       | Wohnort            | Kurie | Wahlkreis | Anmerkung                                              |
| ------------------------------------- | ------------ | ------------------ | ----- | --------- | ------------------------------------------------------ |
| Gustav Adolf Franz Diebel             |              | Heinrichshütte     | AW    | 10        |                                                        |
| Friedrich Berthold Herwart Feuerstein |              | Untermhaus         | AW    | 4         |                                                        |
| Alexander Anton Oskar Fröb            | NLP          | Lobenstein         | AW    | 11        |                                                        |
| Ludwig Walther Fürbringer             | NLP          | Gera               | HB    |           |                                                        |
| Johann Georg Friedrich Graesel        |              | Kulm bei Saalburg  | AW    | 9         |                                                        |
| Kurt Arnim Graesel                    |              | Gera               | AW    | 6         | Am 8. Oktober 1896 ausgeschieden. Nachfolger: Sturm    |
| Ernst Louis Hahn                      |              | Gera               | AW    | 3         | Verstorben am 19. Oktober 1896. Nachfolger: Vetterlein |
| Heinrich XXIV. von Reuß-Köstritz      |              | Köstritz           | RKP   |           |                                                        |
| Karl Bernhard Jäger                   | linksliberal | Hirschberg/Saale   | AW    | 12        |                                                        |
| Heinrich Gustav Kalb                  | FrVp         | Gera               | AW    | 2         |                                                        |
| Karl Otto Kanis                       |              | Gera               | AW    | 5         |                                                        |
| Kurt Alwin Lade gen. Ruick            |              | Gera               | HB    |           |                                                        |
| Christian Heinrich Lautenschläger     | DFsP         | Langenwolschendorf | AW    | 8         |                                                        |
| Friedrich Wilhelm Reibestein          |              | Gera               | AW    | 1         |                                                        |
| Heinrich Samuel Sturm                 | RFKP         | Gera               | AW    | 6         | Ab 9. März 1897 für Graesel                            |
| Emil Richard Vetterlein               | SPD          | Gera               | AW    | 3         | Ab 9. März 1897 für Hahn                               |
| Hermann Ernst Alfred Weber            | kons.        | Gera               | HB    |           |                                                        |
| Richard Wilhelm Weigel                |              | Schleiz            | AW    | 7         |                                                        |

Landtagskommissar war der geheime Regierungsrat Robert Fischer. Unter dem Alterspräsidenten Bernhard Jäger wählte der Landtag Walther Fürbringer als Landtagspräsidenten. Als Vizepräsident wurde Bernhard Jäger gewählt. Schriftführer war Herwart Feuerstein. Stellvertretender Schriftführer war Otto Kanis.
Der Landtag trat vom 27. Oktober 1895 bis zum 14. Mai 1898 in 38 öffentlichen Plenarsitzungen in zwei  Sitzungsperioden zusammen. Der Landtagsabschied datiert vom 31. August 1898.
Für die Zeit zwischen den Sitzungsperioden wurde ein Landtagsausschuss gewählt. Dieser bestand aus:
| Landesteil                      | Mitglied                | Stellvertreter | Von-Bis |
| ------------------------------- | ----------------------- | -------------- | ------- |
| Landesteil Gera                 | Walther Fürbringer      | Oskar Fröb     |         |
| Landesteil Schleiz              | Bernhard Jäger          | Richard Weigel |         |
| Landesteil Lobenstein-Ebersdorf | Heinrich Lautenschläger | Hermann Weber  |         |